# Allocosa karissimbica
Allocosa karissimbica este o specie de păianjeni din genul Allocosa, familia Lycosidae. A fost descrisă pentru prima dată de Strand, 1913. Conform Catalogue of Life specia Allocosa karissimbica nu are subspecii cunoscute.